# عدنان أكبر
عدنان أكبر، هو أول مصمم أزياء سعودي كان من أشهر المصممين العالمين في نهاية القرن العشرين، ومن أوائل المصممين السعوديين. إذ كان أول تصميم له، في عام 1969. أقام معارض كثيرة عالمية خارج السعودية وداخلها، وكسب من خلالها أكبر جوائز عالمية على مستوى القارات الخمس.
عندما كان في العاشرة من عمره، كان يمسك بالعرائس الصغيرة يصنعها لأخواته الصغيرات، ولم يخطر في ذهنه آنذاك أنه سيكون في يوم من الأيام أحد النجوم في عالم الموضة والأزياء.
صمَّم العديد من التصميمات التي بلغ تكلفة التصميم الواحد منها حوالي ثلاثمائة ألف ريال. صمم الكثير من التصاميم لسيدات المجتمع وزوجات رؤساء الدول، منهن، سوزان مبارك وساجدة خير الله طلفاح، ومن الشخصيات العالمية الأميرة ديانا زوجة ولي عهد بريطانيا، وزوجة جاك شيراك الرئيس الفرنسي الأسبق أيضًا.

## البداية
بدأ مصمم الأزياء عدنان سراج أكبر تصميم أزياء الأفراح من مسقط رأسه مكة معتمداً على عاملات تطريز أفريقيات، قبل أن يرحل إلى كراتشي لتعلم العلوم السياسية وتصميم الأزياء.[بحاجة لمصدر] وفي عام 1968 حطّ متدرباً في دار مدام سيلفيا في بيروت أشهر مصممات أزياء زمانها. ذهب بعدها إلى باريس وقضى أيامًا وليالي في مكتبة فوج، وحين عاد من فرنسا إلى جدة في 1970، افتتح أول متاجره في حي الرويس، بوصفه أول متجرٍ محليٍّ يصمم فساتين هوت كوتور في البلاد. ثم بدأ يتعامل مع الديوان الملكي والنخب التجارية.
كتبت عنه أكثر صحف الموضة شهرة منها صحيفة فرنسية قالت عن أحد عروضه: تفرق الحضور، وبقيت في باريس رائحة السعودية.

## لقب مصمم أزياء
عام 1979، كان عدنان متواجدا في روما في زيارة عمل، وهناك التقى بأحد مصممي الأزياء المعروفين في إيطاليا وهو السنيور "كتالدو"، ولم يكن اللقاء في البداية حارا، لعدم اطلاع الأوروبيين آنذاك على الحضارة والثقافة العربية، ولكن ما إن اطلع السنيور كتالدو على نماذج من أزياء أكبر، حتى تملكته الدهشة وتغير موقفه وأسلوب تعامله، وبادر بإجراء اتصالات فورية بالمهتمين بالأزياء في روما، ليخبرهم بوجود مصمم أزياء عربي نادر في ذوقه وتصاميمه. وكانت هذه هي البداية مع لقب مصمم، وأخذت بيوت الأزياء والصحافة العالمية منذ ذلك الحين تطلق لقب مصمم على عدنان أكبر، وبذلك يكون هذا اللقب قد منح له من قبل كبرى بيوت الأزياء في العالم، ولم يُطْلق عليه جزافًا، علاوةً على كونِهِ من الأصل رائدًا لفنون الأزياء في المنطقة لأكثر من عشرين عامًا آنذاك، إلا أن هذا اللقب الذي مُنح له، يُعدُّ اعترافًا وشهادةً من بيوت الأزياء والموضة في العالم.

## الإنطلاق إلى العالمية
مع عام 1982 كانت عروضه قد وصلت إلى ميلان، كان، امستردام، القاهرة، جدة والرياض. وفي يوليو 1988 بدأت تصاميمه في إحداث صرعة في عالم الهوت كوتور، وسمّته دار كريستيان لاكروا المرموقة مُصمم العام، وتعاقد حصرياً مع دار "بيانشيني فييرر"، وهي دار أقمشة فاخرة، مقرها ليون وتمد دور شانيل ولاكروا وارماني بالأقمشة الفاخرة الحصرية، بوصفه أول عربيٍّ يحوز على تلك الريادة.
توجّ نجاحاته بدعوته لعرض تصاميمه في الحفل الفرنسي الشهير International Fashion Festival في ساحة برج ايفيل في عام 1989 أمام 200 ألف مشاهد، في عرض أسطوري قدمت فيه 25 عارضة تشكيلته الذهبية تحت انعكاس الألعاب النارية الذهبية، مع 40 جملاً تهيم في الخلفية كناية عن الطابع العربي. وأطلقت الصحافة الفرنسية عليه من حينها لقب إيف سان لوران الشرق.

## سان لوران الشرق الأوسط
في أكتوبر 2023، أقيم أسبوع الموضة بالرياض، حيث شارك بتصاميم عديدة، الرجل البالغ 74 عامًا، المصمم عدنان أكبر، الذي يطلق عليه اسم "سان لوران الشرق الأوسط"، وكان من بين المصممين الأكثر شهرة في أسبوع الموضة في الرياض، وقال حينها عبد الله، نجل المصمم عدنان: "ما يحدث الآن تغيير كبير"، "أعتقد أن العالم يرى مدى إبداعنا وقوة التصاميم التي لدينا.

## أسبوع باريس للخياطة
في يوليو2023، أقيم أسبوع باريس للخياطة، حيث شارك مجموعة من المصممين في أسبوع باريس للأزياء الراقية لفصل خريف 2023، في "مبادرة حملت اسم Paris Intervention "، وقد شارك فيه الفنان عدنان أكبر بتصاميم عديدة، من ضمنها فساتين فرح.

## فستان ألف ليلة وليلة
صمم المصمم عدنان أكبر فستان الفنانة شريهان في "فوازير رمضان"، تحت مسمى فوازير "ألف ليلة وليلة" عام 1987. تبرعت الفنانة شريهان بالفستان في مزاد خيري "لبيروت مع الحب".